# 山本修夢
山本 修夢（やまもと おさむ、旧芸名：山本 修、1971年3月11日 - ）は、日本の俳優。東京都出身。所属事務所は、リガメント。

## 人物
立教高等学校（現:立教新座高等学校）、立教大学経済学部経営学科卒。同じ高校、大学の同級生に山口太郎がいる。同校在学中に、雑誌「FINE BOYS」専属モデル等でモデルとして芸能活動を開始。その後、雑誌モデルをしている時に、映画のオーディションに誘われて、出演したのがきっかけで俳優に転身。
ツッパリ映画『横浜ばっくれ隊』で端役デビューを経て西岡德馬に師事。20代は小劇場を中心に主に舞台で活動。30歳の時に本宮ひろ志原作「銀の男」で映画初主演。翌年、舞台「花のお遍路さん」（野坂昭如原作 シアタートップス主演）の公演時、文化庁より「新進芸術家」の称を受ける。

## 出演

### 映画
- 横浜ばっくれ隊（1995年 中田信一郎監督）
- 遥かな時代の階段を（1995年 林海象監督）
- マルタイの女 （1995年 伊丹十三監督）
- 麗霆"子 レディース!!（1995年 中田信一郎監督）
- 二宮金次郎物語（1996年 後藤秀司監督）
- 新宿の顔（1996年 和泉聖治監督）
- ゴジラ・モスラ・キングギドラ 大怪獣総攻撃（2001年 金子修介監督）
- 修羅のみち2（2001年 小澤啓一監督）
- 銀の男 青森純情篇（2002年 本宮ひろ志原作 高橋玄監督） - 主演・森岡透
- ピカレスク 人間失格（2002年 伊藤秀裕監督）
- 陽はまた昇る（2002年 佐々部清監督）
- 修羅のみち9・10（2004年 小澤啓一監督）
- パイルドライバー（2005年 石井均監督）
- 東京都23区のヤクザ「新宿御苑」（2005年 岡部淳也監督） - 主演
- デスノート the last name（2006年 金子修介監督）
- 涙でいっぱいになったペットボトル（2006年 辻裕之監督）
- スペクター（2007年 岡部淳也監督）
- ベイビイズ・ブレス〜ママになろうよ（2008年） - 会社員
- 病葉流れて（2008年 亀井亨監督） - 森
- 喧嘩高校軍団 特攻!國士義塾VS.朝高（2009年） - 岩島
- 大怪獣バトル ウルトラ銀河伝説 THE MOVIE（2009年 坂本浩一監督） - ウルトラマン80（声）
- 哀憑歌（2009年） - 漁師役
- 罪と罰（2012年 ガッツ石松監督） - 弁護士
- エンジェルハート（2010年 渡邊世紀監督） - ダンサー
- マッドドッグ（2011年）
- アウトレイジ ビヨンド（2012年 北野武監督） - 舟木組組員
- ソローキンの見た桜（2019年 井上雅貴監督）
- ハチとパルマの物語（2021年5月28日公開） - ジャーナリスト 役

### Vシネマ
- コンプレックス・ブルー（1995年 若松節朗監督）
- ORDER（1996年 藤田明二監督）
- TOKYO PARTY NIGHT（2004年 主演 中村拓監督）
- 若妻探偵ワイルドハニー（2005年 主演 井上眞介監督）
- 横浜暗黒街 華炎（2008年）
- 標的 TARGET 完結編（2009年）
- 新・野望の軍団（2011年）全3作
- 中京統一戦線（2012年）
- 人生奪回ゲーム（2012年 室賀厚監督） - 社長
- 戦慄ショートショート コワバナ 恐噺 幽霊ホテル（2012年 横山一洋監督）
- コワバナJ 放課後の怪談（2012年 横山一洋監督）
- サムライ（2012年 片岡修二監督）
- 暴力列島（2013年）
- 麻雀破壊神 むこうぶち傀 山師（2020年）
- 強奪(しのぎ) 海老沢(中野英雄)の昔の舎弟なかじ (2014)
- 裏盃の軍団3 大谷組跡目 川上大介 (2010)

### テレビドラマ
- 土曜ワイド劇場（テレビ朝日）
  - 「江戸川土手殺人事件」（1995年） - 警官
  - 「タクシードライバーの推理日誌」2000年） - 会社員
  - 「救急救命士・牧田さおり6」（2009年） - ケアマネージャー
  - 「おかしな刑事7」（2011年） - 医師
- 月曜ドラマスペシャル（TBS）
  - 「誰かが私を愛してる」（1997年） - 会社員
  - 「名探偵キャサリン3〜花の柩」（1997年） - 小川刑事
  - 「夜盗」（2004年） - 刑事
- キスしたSMAP（1997年、テレビ朝日）
- 遠山の金さんVS女ねずみ（1998年、テレビ朝日） - 供侍
- 金曜エンタテイメント「せつない探偵5」（2000年、フジテレビ） - 保険勧誘員
- 未来戦隊タイムレンジャー（2000年、テレビ朝日） - ライメイパイロット
- 火曜サスペンス劇場（日本テレビ）
  - 「警視庁鑑識班13」（2002年） - 交通鑑識員
  - 「身辺警護10」（2002年） - 真山刑事
- 水曜プレミア「四分の一の絆」（2004年、TBS） - 会社員浦田
- 金曜時代劇（NHK）
  - 御宿かわせみ（2004年） - 佐吉
  - 最後の忠臣蔵（2004年） - 北畠左門
- 天才てれびくん（2004年、NHK） - サラリーマン
- アンフェア（2006年、フジテレビ） - 山田(編集者)
- ダンドリ（2006年、フジテレビ） - チアダンス連盟員
- 誰よりもママを愛す（2006年、TBS） - 野口
- 日本史サスペンス劇場（日本テレビ）
  - 千里眼の女（2008年） - 大学教授
  - 東大落城（2009年） - 東大教師
- 月曜ゴールデン「森村誠一サスペンス7 時」（2008年、TBS） - 銀行員
- 4姉妹探偵団（2008年、テレビ朝日） - 医師
- 嬢王 virgin 第10話（2009年、テレビ東京） - 会社員
- アンタッチャブル〜事件記者・鳴海遼子〜 第1話（2009年、テレビ朝日） - ディレクター
- 14歳〜千原ジュニア たった1人の闘い（2009年、テレビ東京） - 英語教師
- スペシャルドラマ「坂の上の雲」（2009年、NHK） - 新聞号外売り
- 相棒 Season 8 第11話（2010年、テレビ朝日） - 特殊捜査課刑事
- 龍馬伝 第9話（2010年、NHK） - 牢番侍
- 嬢王 第10話（2010年、テレビ東京） - 会社員
- パンドラII 飢餓列島 第1〜4話（2010年、WOWOW） - 刑事
- ジョーカー 許されざる捜査官 第1話〜（2010年、フジテレビ） - 伊達弘毅(主人公父親)
- JIN-仁- 完結編 第1話（2011年、TBS） - 新撰組隊士
- 11人もいる 第3話（2011年、テレビ朝日） - オーディション審査員
- 絶対零度〜特殊犯罪潜入捜査〜（2011年、フジテレビ） - 山下（レギュラー）
- 1000年後に残したい…報道映像 日本が最も危なかった87時間（2011年、日本テレビ） - 第一原発作業員
- 水曜ミステリー9（テレビ東京）
  - 「刑事の証明3」（2012年） - 謎の男
  - 「刑事・ガサ姫〜特命・家宅捜索班〜2」（2013年） - 居酒屋店主
- ハンチョウ〜警視庁安積班〜シリーズ5 第9話（2012年、TBS） - 代議士秘書
- 遺留捜査 最終話（2012年、テレビ朝日） - 望月(会社員)
- 梅ちゃん先生（2012年、NHK） - 田辺（真理子の恋人）
- 負けて、勝つ 最終話（2012年、NHK） - 国会記者
- TOKYOエアポート 第5話（2012年、フジテレビ） - パイロット
- ラストホープ 第1話・2話（2013年、フジテレビ） - 刑事
- カラマーゾフの兄弟 第9話（2013年、フジテレビ） - バーの客
- 八重の桜 第12話（2013年、NHK） - 会津兵伝令
- 白衣のなみだ 第26話（2013年、フジテレビ） - 部長
- リーガルハイ 第4話（2013年、フジテレビ） - 西平紀夫
- マルホの女〜保険犯罪調査員〜 第5話（2014年、テレビ東京） - 刑事
- 花咲舞が黙ってない 最終話（2014年、日本テレビ） - 三原
- やすらぎの刻〜道（2019年、テレビ朝日） - 長澤一道
- ウルトラマンタイガ（2019年、テレビ東京） - カナの上司
- アバランチ 第4話（2021年11月8日、カンテレ・フジテレビ系）
- 特捜9 season5 第2話（2022年4月13日、テレビ朝日）
- ウルトラマンデッカー 第17話（2022年11月5日、テレビ東京） - ナイゲルのお付き
- ダブルチート 偽りの警官 Season1 第4話（2024年5月17日、テレビ東京・WOWOW） - 浅岡瑠衣の父 役[10]
- イグナイト -法の無法者- 第10話（2025年6月20日、TBS） - 警視庁捜査一課長 役[11]

### CM
- ロッテ グリーンガム（1992年）
- 日産自動車 ブルーバード（1992年）
- 週刊TOKYO-WALKER（1992年）
- ダスキン サービスマスター篇（2000年）
- ロリーン 松花堂弁当篇（2000年）
- 福島県いわき市広報（2000年）
- 講談社 ホットドッグプレス（2003年） - ナレーション
- ドワンゴ 刑事ユリエ篇（2006年）
- リゲイン 見切り発車篇（2006年）
- サントリーBOSS 時代劇篇（2008年） - 侍
- ロッテ バンクーバーオリンピック 頑張れニッポン〜上村愛子篇・浅田真央篇（2010年） - 応援団員
- メガハウス グミミックス（2010年）
- 赤穂化成 熱中対策水（2010年）
- ナビタイム（2011年）
- コールマン（2011年）
- 原宿ショールーム アドヴァン（2011年〜2012年）
- リプトン  しりとり編（2012年）

### 舞台
- ラストシーンはあなたと（1997年、SPACE107）
- ミランドリーナ〜宿の女主人〜（1997年 - 1998年、渋谷ジァン・ジァン）
- 「花の生涯」（梅田コマ劇場）工藤榮一演出 1998年
- 「ラッピングデイズ」（アートパンプルムス）1998年
- 中島みゆきになれなくて（1998年、明石スタジオ）
- 「A FEW GOOD MEN」（グローブ座）青井陽治演出 1998年
- 「門出」（1999年、東京芸術劇場小ホール1）
- 「筒井ワールド8〜カユミの限界」（シアターΧ）主演 伊沢弘演出 1999年
- 蒲田行進曲完結編〜銀ちゃんが逝く（1999年、中野ザ・ポケット）
- 「WAS」（シアターΧ） 山本健翔演出 1999年
- 「手紙」（中野MOMO）国枝量平演出 2000年
- 「筒井ワールドファイナル〜信仰性遅感症」（シアターΧ）主演 伊沢弘演出 2000年
- 進め!ウルトラ整備隊（2000年、中野MOMO）
- 「地図」（中野MOMO）主演 森一演出 2000年
- 「PAIN」（SPACE107）秦建日子演出 2001年
- 「儚〜HAKANA」（パルコ劇場・近鉄劇場）杉田成道演出 2002年
- 「花のお遍路さん」（シアタートップス）主演 2003年
- 「しあわせになろうね」（武蔵野芸術劇場）高田拓土彦演出 2003年
- 「清水次郎長外伝」（浅草公会堂）弁慶演出 2005年
- 「もうひとつの天の川」（東京芸術劇場ホール2）鼓太郎演出 2006年
- 「あの遠い夏の日があった」（築地本願寺ブディストホール）高田拓土彦演出 2007年
- 「壊れゆく時を越えて」（アシベ会館B1Fキャバレー跡地）水上竜士演出 2007年
- しあわせになろうね（2009年、俳優座劇場）
- エンジェルハート（2010年、吉祥寺シアター）
- 銀河英雄伝説 輝く星 闇を裂いて（2012年11月15日(木)〜18日(日)、東京国際フォーラム ホールC） - シンクレア・セレブレッゼ

### WEBドラマ
- 覇道（2007年 井上眞介監督）
- まちかどシネマ（2007年 岡島明監督）
- 怪盗アリス（2007年 月野木隆監督）
- 国税査察官の仕事（2009年）

### PV
- V6「それぞれの空」（2006年）

### 雑誌
- 1993年〜1995年
  - FINE BOYS専属モデル
  - BOON
  - MEN'S CLUB

### 広告
- NTTdocomo スマートフォンブランド BOOK モデル（2012年）

### ラジオ
- TBSラジオドラマ「秋元康のドラマティックドライブ」（オーリス篇・アスリート篇）